# Jean Makoun
Jean II Makoun (Yaundé, Camerún, 29 de mayo de 1983), exfutbolista camerunés. Jugó de volante y su último equipo fue el Antalyaspor de la Superliga de Turquía. 
Le marcó el único gol del partido al Real Madrid por el encuentro de ida de los octavos de final de la Liga de Campeones de la UEFA en el Stade Gerland.
En Lyon usó el dorsal 17, la cual estaba en desuso desde 2003 como homenaje hacia el fallecido y también camerunés Marc-Vivien Foé.
En enero de 2011 firma hasta junio de 2014 en el Aston Villa. El club inglés abonará por el pase del futbolista cerca de 6 millones de euros al Olympique de Lyon, que pueden llegar a ser 9 en función de los objetivos obtenidos por el jugador.

## Selección nacional
Ha sido internacional con la Selección de fútbol de Camerún, ha jugado 54 partidos internacionales y ha anotado 7 goles.

### Participaciones en Copas del Mundo
| Mundial                        | Sede      | Resultado    |
| ------------------------------ | --------- | ------------ |
| Copa Mundial de Fútbol de 2010 | Sudáfrica | Primera fase |
| Copa Mundial de Fútbol de 2014 | Brasil    | Primera fase |

## Clubes
| Club                       | País       | Año         |
| -------------------------- | ---------- | ----------- |
| Lille OSC                  | Francia    | 2001-2008   |
| Olympique Lyonnais         | Francia    | 2008-2010   |
| Aston Villa Football Club  | Inglaterra | 2011        |
| Olympiacos FC (a préstamo) | Grecia     | 2011- 2012  |
| Stade Rennes               | Francia    | 2012 - 2015 |
| Antalyaspor                | Turquía    | 2015 - 2017 |